# Alfred Arwidius

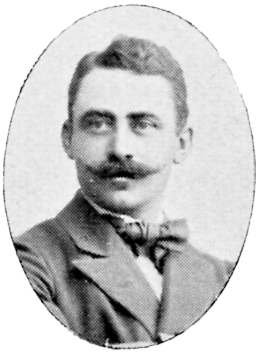
Alfred Arwidius.

Nils Alfred Arwidius, född 7 september 1861 i Malmö, död 22 april 1915 i Malmö, var en svensk arkitekt, verksam i Malmö.

## Biografi
Arwidius, som var son till en byggmästare, studerade arkitektur vid Kungliga Tekniska högskolan i Stockholm och vid den framstående arkitektskolan Bauakademie i Berlin och arbetade en tid för Gustaf Wickman i Stockholm. Efter studieresor i Europa drev han eget arkitektkontor i Malmö från 1890 fram till sin död. Arwidius utförde en mängd arkitektuppdrag i Malmö och runt om i södra Sverige. Han var ledamot av stadsfullmäktige i Malmö 1902 till 1912. Arwidius var ordförande i Södra Sveriges Byggnadstekniska Samfund 1907-1913. Arwidius byggnadsverk kan stilmässigt placeras in i det sena 1800-talets historicerande arkitektur. Hans livsverk visar på en bredd och öppenhet för influenser från olika håll. Arwidius var även inspirerad av jugendstilen och modern amerikansk arkitektur. Hans mest egenartade verk är utan tvekan det s.k. Valhallapalatset, som ligger vid Gustaf Adolfs torg i Malmö.
Arwidius omkom i sitt badrum av kolmonoxidförgiftning beroende på en felaktigt installerad gasbrännare för varmvattenberedning. Hans död orsakade en skandal eftersom han påträffades naken tillsammans med en likaledes avliden naken kvinna. Hon identifierades som den 16-åriga fabriksarbeterskan Anna Maria Jönsson. Arwidius är begravd på Gamla kyrkogården i Malmö.

## Byggnader i urval

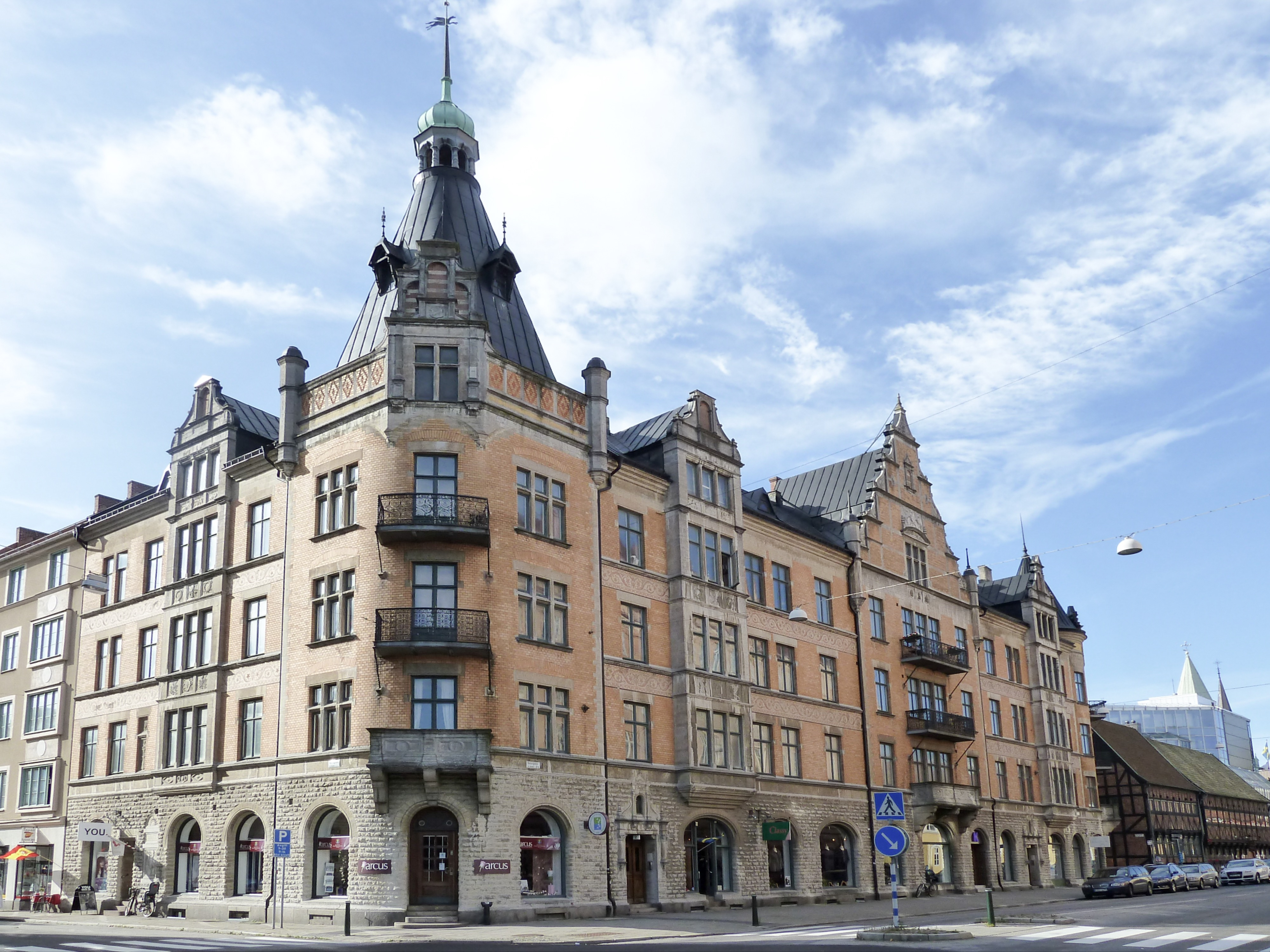
Sjöbergska palatset

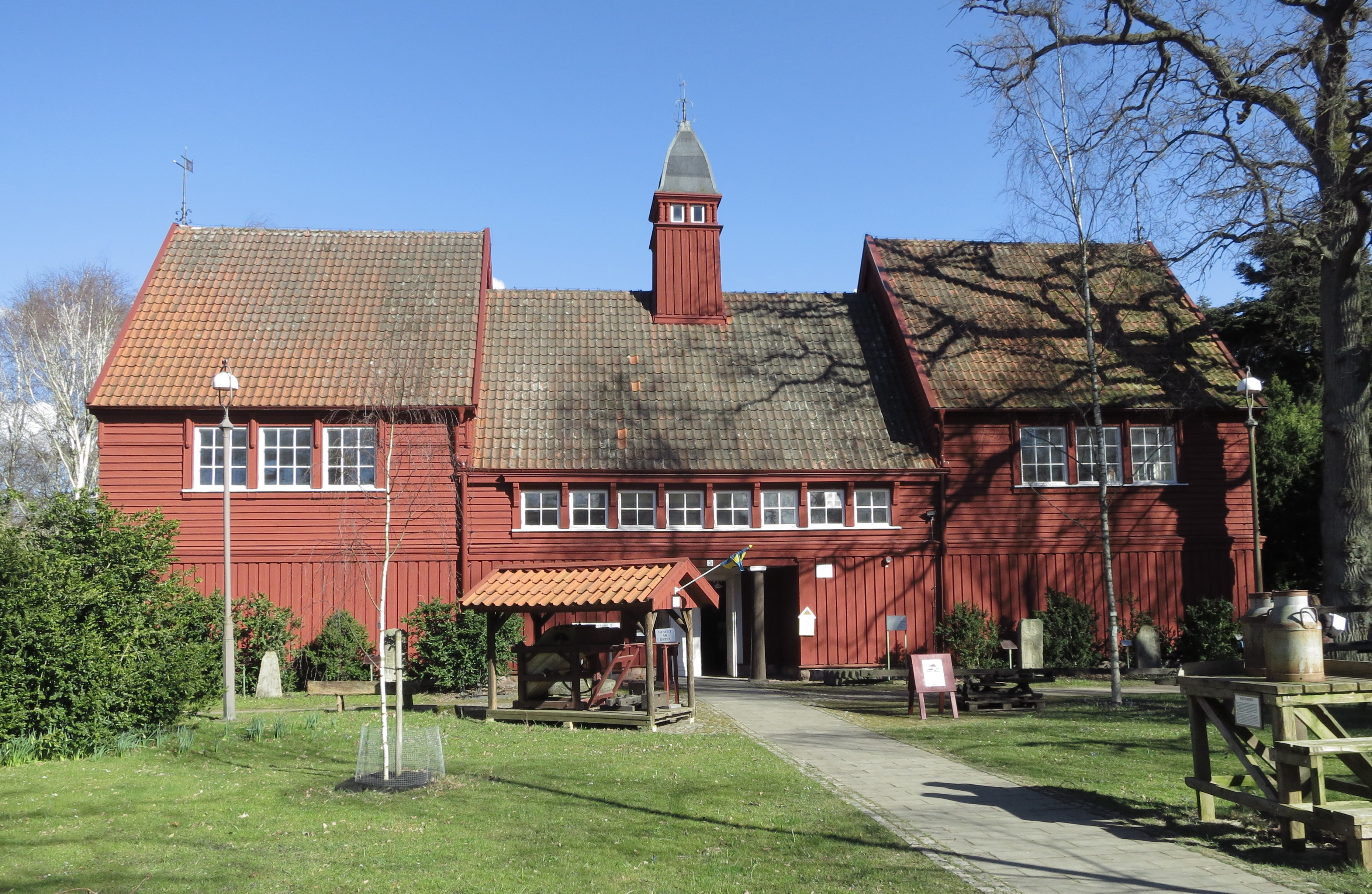
Skånes lantbruksmuseum

- 1893–1894 - Malmö brandstation (huvudbyggnaden)
- 1893 – Sjöbergska palatset, Östergatan 2, Malmö
- 1895 – Wienska palatset, Östergatan 27, Malmö
- 1896–1897 - Brunnshallen tillhörande Ronneby brunn (Sveriges största träbyggnad, nu nedbrunnen)
- 1896 – Malmö Gasverk
- 1897 – Korsbackakyrkan, Kävlinge
- 1897 – Frimurareordens hus Isak Slaktaregatan , Malmö
- 1898 – Butiks- och bostadshus, "Fabrikör Holmbergs hus", Bantorget 4, Lund
- 1899–1901 – Järnvägsmännens Bostadsförening Håkan upa Slussgatan, Malmö (det äldre av de så kallade SJ-husen)
- 1900 – Arlövs kyrka i Burlövs kommun
- 1901 – Församlingshemmet Ugglan i Lund
- 1901 – Valhallapalatset vid Gustav Adolfs torg i Malmö
- 1901 – Stora Hotellet i Hörby
- 1905 - Wilhelm Sonessons byggnad, Östergatan
- 1907 – Försäkrings AB Skånes hus, Norra Vallgatan 64, Malmö (med Fredrik Sundbärg)
- 1909 – Gamla vattentornet, Sölvegatan i Lund
- 1911 – KFUM-huset i Malmö
- 1916 – Skånes lantbruksmuseum, Alnarp
- Byggnader för nuvarande Sveriges lantbruksuniversitet i Alnarp
- Landskrona teater (med Fredrik Sundbärg)
- Ronneby teater

## Bildgalleri

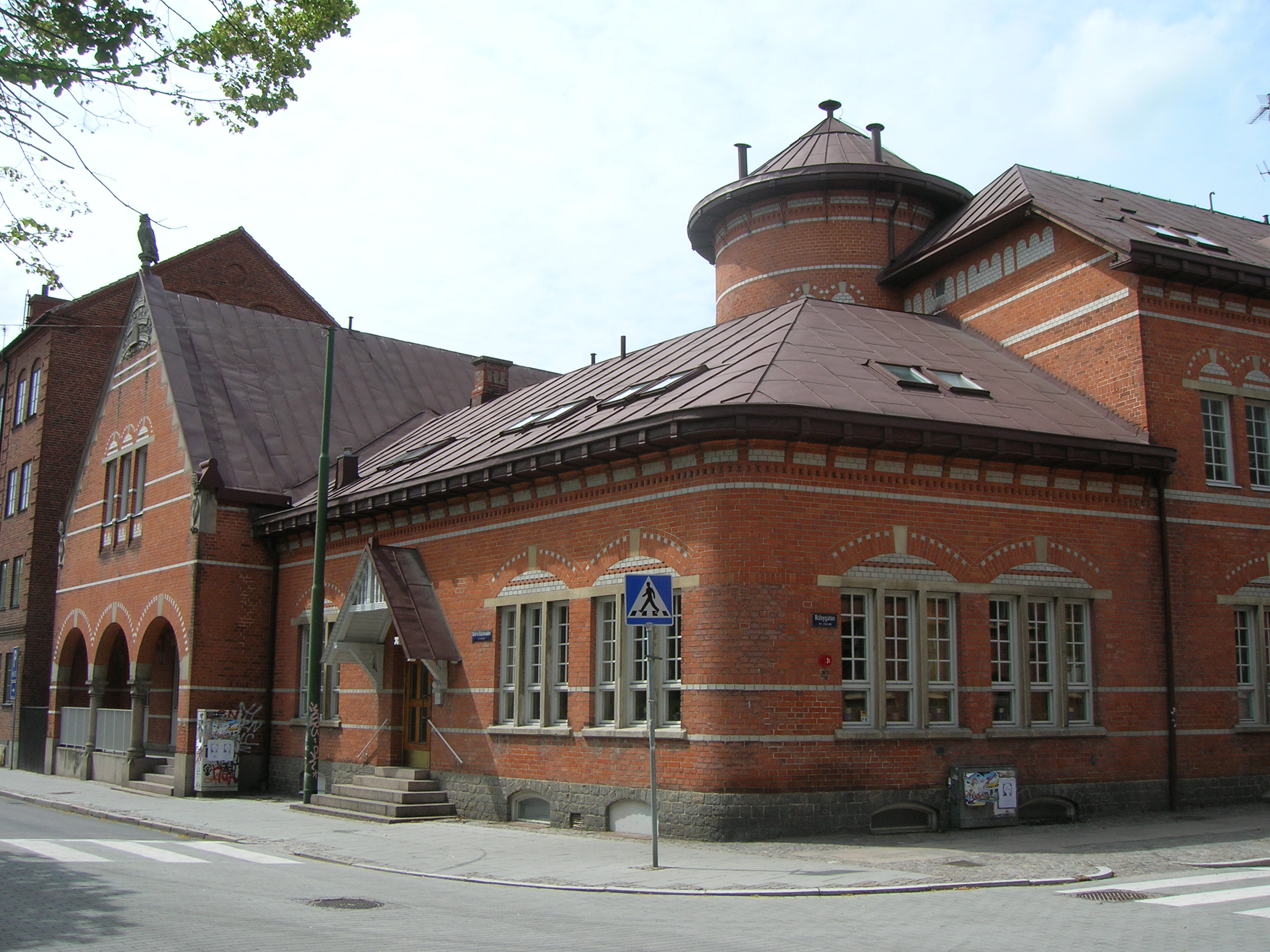
Församlingshemmet Ugglan i Lund.
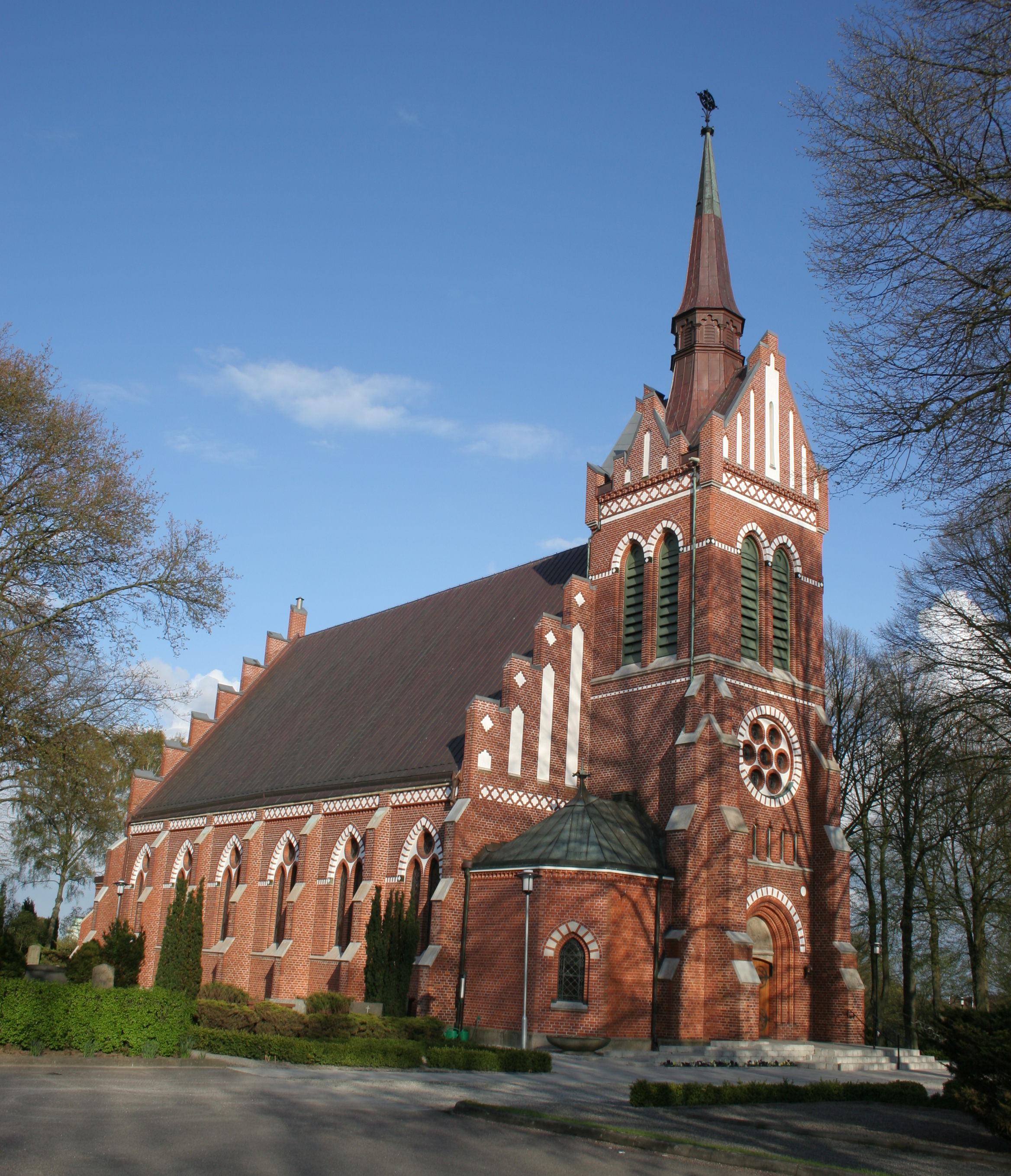
Korsbackakyrkan, Kävlinge.
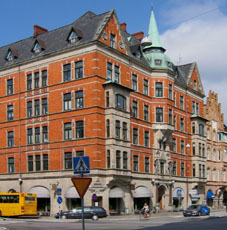
Wienska palatset vid Östergatan, Malmö, ritat 1895.
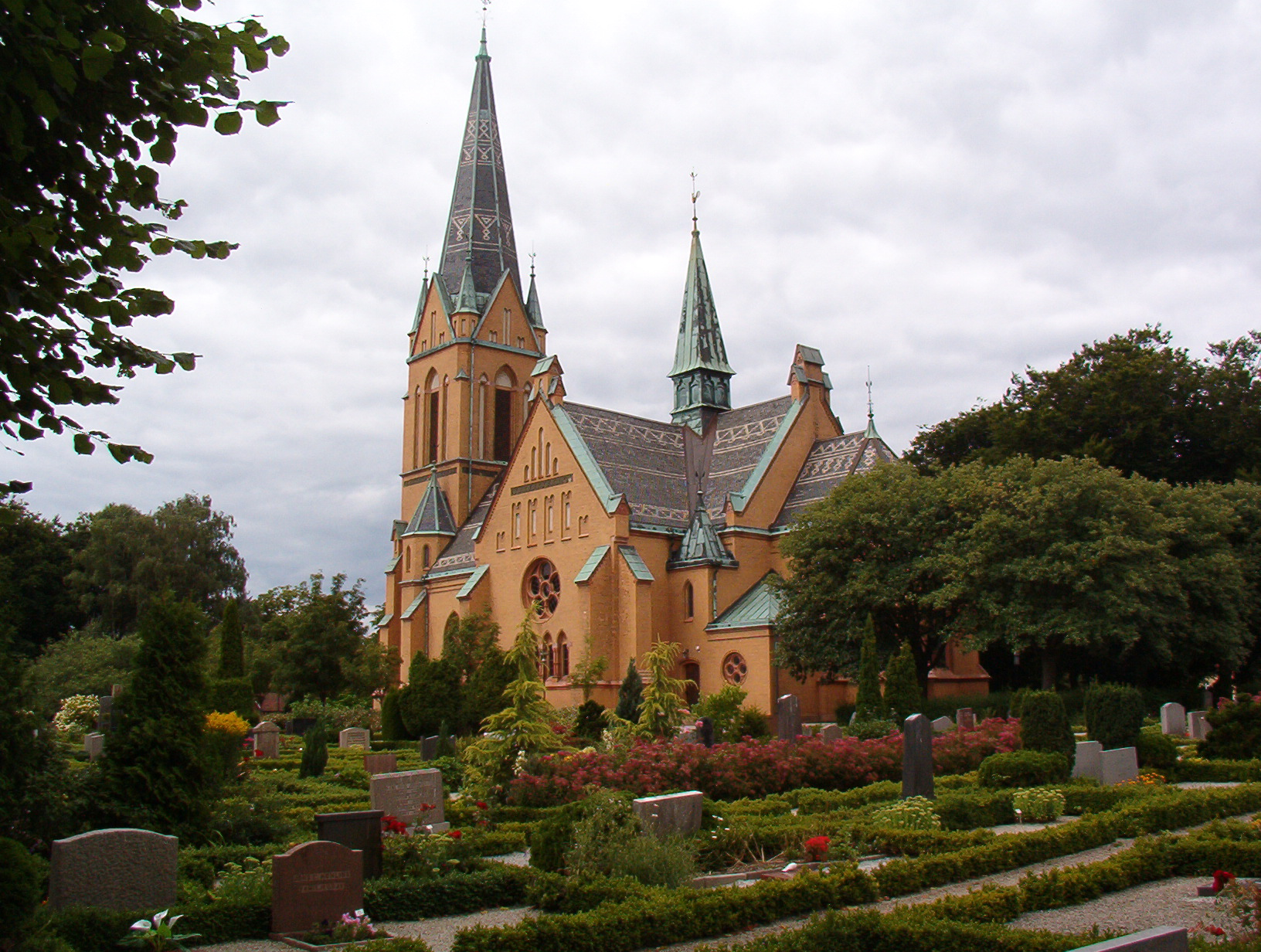
Arlövs kyrka.
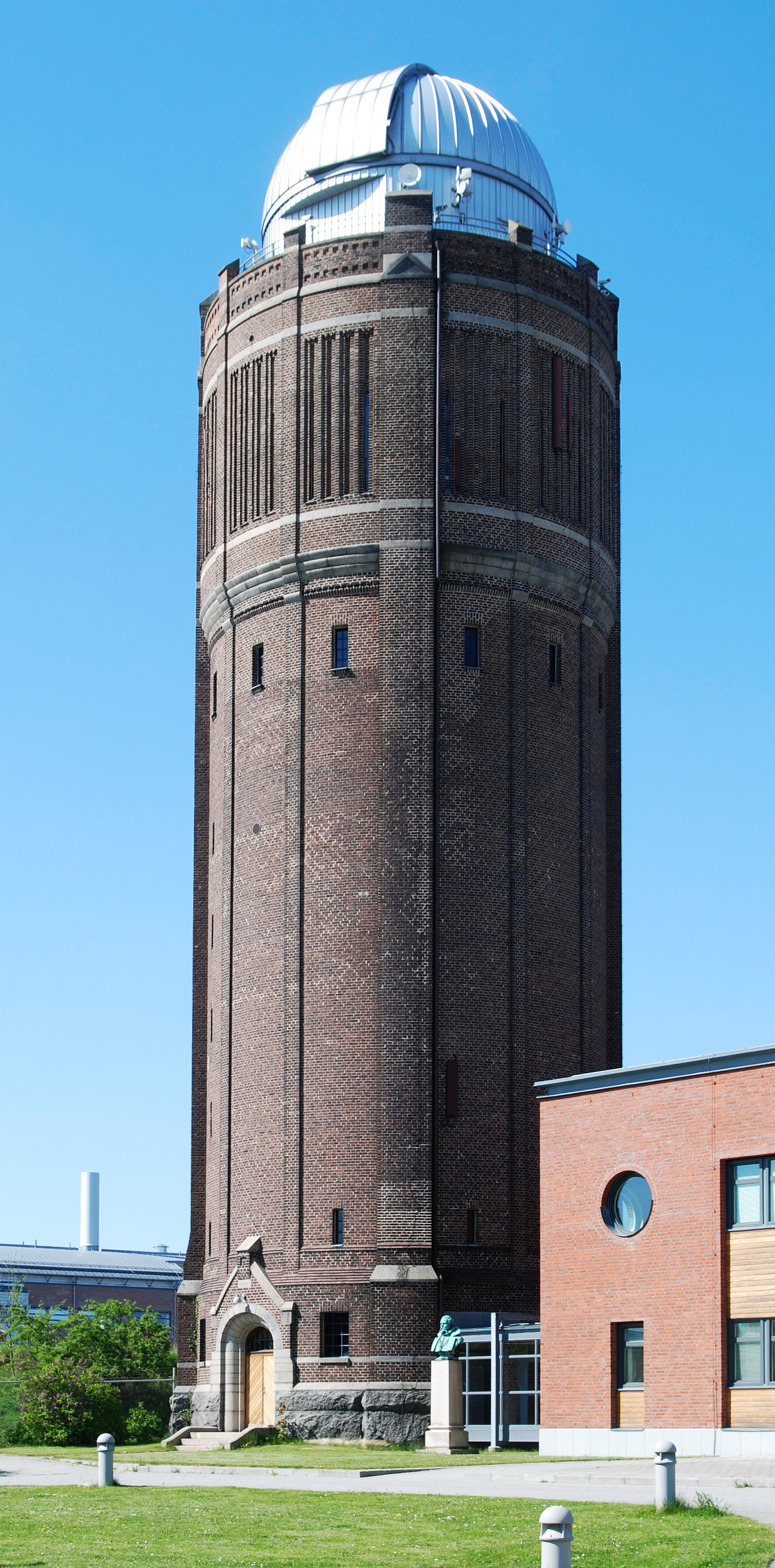
Gamla vattentornet i Lund
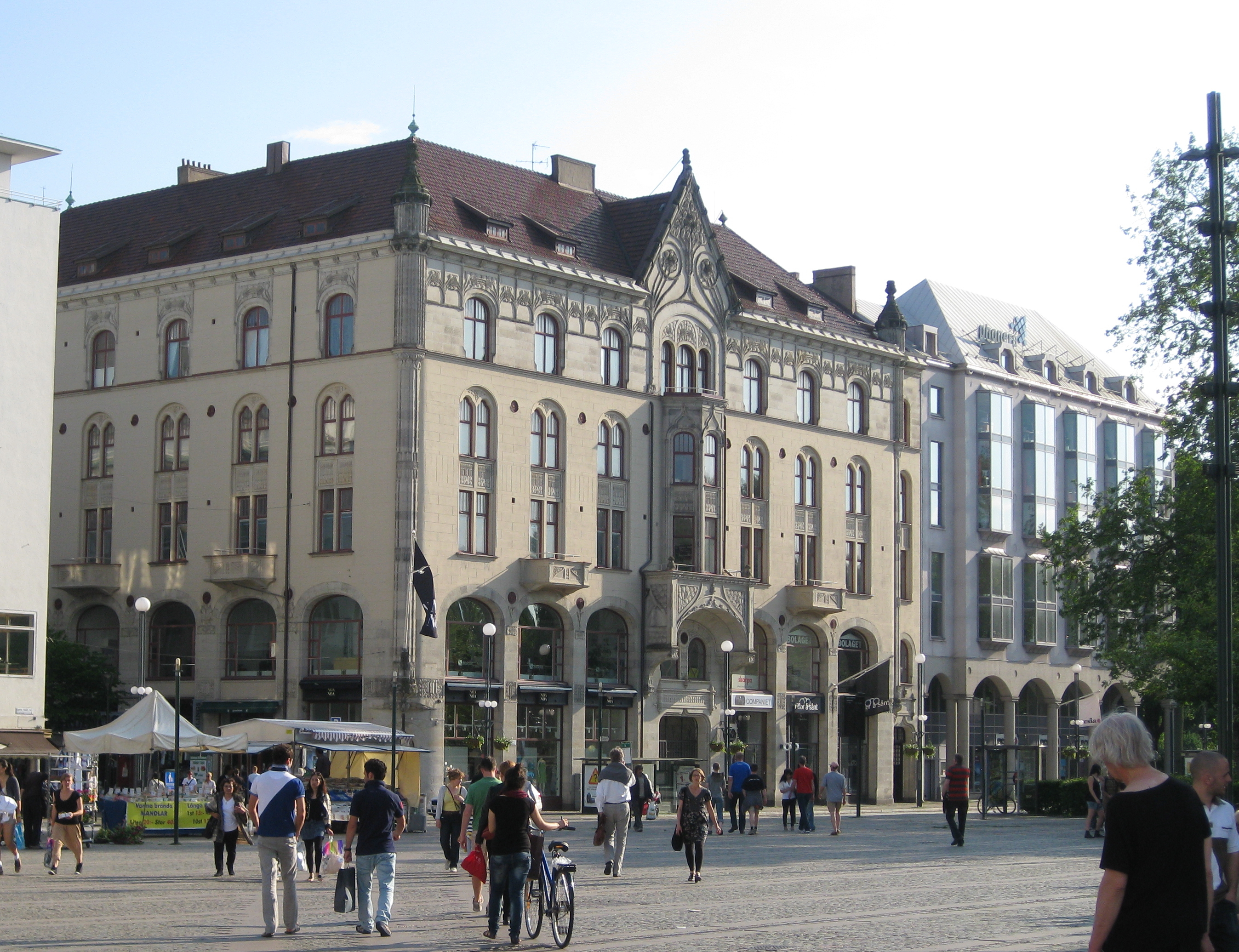
Valhallapalatset.
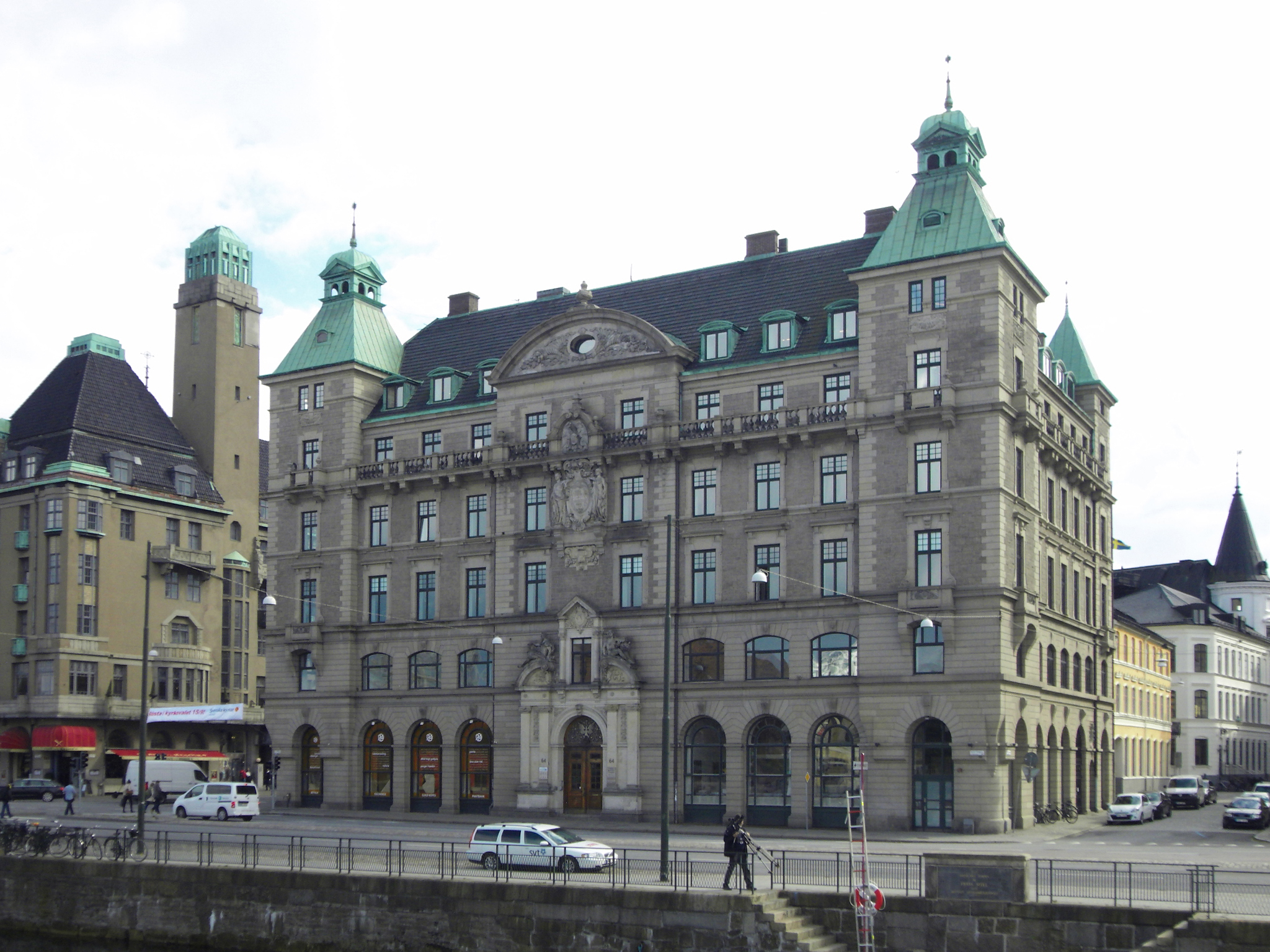
Försäkrings AB Skånes hus, Norra Vallgatan 64, Malmö (med Fredrik Sundbärg)